# Federazione calcistica di Saint Lucia
La Federazione calcistica di Saint Lucia, fondata nel 1979, lo stesso anno in cui l'isola ha ottenuto l'indipendenza, è il massimo organo amministrativo del calcio a Saint Lucia. Affiliata alla FIFA dal 1988, essa è responsabile della gestione della nazionale di calcio di Saint Lucia e del campionato nazionale. Ha sede nella capitale Castries. 